# Muzeul de Etnografie și Artă Contemporană „Dimitrie N. Ghika Comănești”
Muzeul de Etnografie și Artă Contemporană „Dimitrie N. Ghika Comănești” este un muzeu județean din Comănești, amplasat în Str. Republicii nr. 1. 
Muzeul este instalat în Palatul Ghika-Comănești, construit în anul 1880 în stilul baroc târziu, de meșteri italieni, după planurile arhitectului Albert Galleron.
Între 1945 - 1988 în clădire a funcționat „Casa pionierilor”. În anul 1988, palatul a fost transferat Muzeului județean, care a organizat, într-o aripă, expoziția etnografică și de artă populară din zona Trotuș, deschisă în 1989, iar în anul 1995 expoziția de artă plastică românească contemporană. Colecția cuprinde obiecte privind ocupațiile tradiționale din zona Trotuș și obiceiurile de iarnă din aceeași zonă, meșteșuguri, industria casnică, țesături de interior, costume tradiționale.
Clădirea muzeului este declarată monument istoric, având codul BC-II-a-A-00816. 